# Budgewoi
Budgewoi är en del av en befolkad plats i Australien. Den ligger i kommunen Wyong Shire och delstaten New South Wales, i den sydöstra delen av landet, omkring 76 kilometer nordost om delstatshuvudstaden Sydney. Den ligger vid sjön Munmorah Lake.
Närmaste större samhälle är Bateau Bay, omkring 18 kilometer sydväst om Budgewoi. Genomsnittlig årsnederbörd är 1 393 millimeter. Den regnigaste månaden är februari, med i genomsnitt 222 mm nederbörd, och den torraste är juli, med 42 mm nederbörd.